# R.L. Stines Geistermeister – Besuch aus dem Jenseits
R.L. Stines Geistermeister – Besuch aus dem Jenseits (OT: Mostly Ghostly, auch: R.L. Stine’s Mostly Ghostly: Who Let the Ghosts Out?) ist ein US-amerikanischer Kinder-Geisterfilm aus dem Jahr 2008. Er basiert auf einer Romanserie von R. L. Stine. Regie führte Rich Correll. Es ist der Auftakt zu einer bisher dreiteiligen Filmserie.

## Handlung
Max Doyle ist elf Jahre alt und versucht sich, sehr zum Missfallen seines sportbegeisterten Vaters, als Zauberer. So zieht er den Spott seines älteren Bruders Colin auf sich. Auch in der Schule wird er von einem größeren Schüler drangsaliert. Eines Tages hört er im Keller Stimmen. Als er diesen auf den Grund geht, sieht er, wie eine Hand aus der Wand kommt. In dem versteckten Tunnel unter dem Haus lebt der Dämon Phears, der mithilfe einer Geisterarmee die Weltherrschaft an sich reißen will. Da sich das Halloween-Fest nähert, kann er mit den Lebenden Kontakt aufnehmen.
Max hat jedoch einen Zauberspruch entdeckt, der Phears kurzzeitig bremsen kann. Es fehlen jedoch noch vier Zeilen, um den Dämon in seine Schranken zu weisen. Etwas später trifft Max auf die beiden Geister Nicky und Tara Roland, die auf der Suche nach ihren Eltern sind, die von Phears gefangen gehalten werden. Zwischen den drei entwickelt sich eine übernatürliche Freundschaft. Die beiden wollen Max bei seiner Schulaufführung helfen.
Doch kurz vor der Aufführung kidnappt Phears Tara. Max gelingt es nun, in den Tunnel unter dem Haus einzudringen. Tatsächlich können ihn die Geister nicht sehen und er kann Tara befreien, die ihm einen Ring übergibt, mit dem er das Böse besiegen kann. Doch Phears kann die Flucht von Tara verhindern.
Nicky und Max beschließen, die Schulaufführung dennoch durchzuziehen. Nicky bewegt Gegenstände so, dass alle denken, Max könne wirklich zaubern. Auf dem Höhepunkt der Zaubershow erscheint Phears. Max verwendet den Ring und den zusammengesetzten Zauberspruch, um ihn zu besiegen, während das Publikum denkt, dies würde zur Show gehören. Tara ist wieder frei. Phears verwandelt sich in eine Kakerlake und entkommt.

## Hintergrund
R.L. Stines Geistermeister – Besuch aus dem Jenseits basiert auf dem ersten Band der Buchserie Mostly Ghostly (im Deutschen: Die Geistermeister) von R.L. Stine. Der Film wurde von den Universal Studios produziert und erschien am 30. September 2008 als Direct-to-Video. Er richtet sich vor allem an Kinder und Jugendliche. Die deutsche Fassung erschien am 8. Oktober 2008 als DVD.

## Rezeption
Das Lexikon des internationalen Films urteilte: „Anspruchsloser, aber amüsanter Kindergruselspaß nach einer Romanreihe.“

## Fortsetzungen
2014 erschien R.L. Stine’s – Darf ich vorstellen – Meine Geisterfreundin und 2016 R.L. Stine – Die Nacht im Geisterhaus. Während die Figuren die gleichen blieben, hatte jeder Film eine andere Besetzung.